# All The Stuff (And More!) Volume 2
All the Stuff (And More!) Volume 2 es un álbum recopilatorio de The Ramones. Este incluye el tercer y cuarto álbum de la banda, Rocket to Russia y Road to Ruin excepto la canción "Go Mental", que aparece como bonus tracks. En algunas versiones del álbum "Go Mental" aparece como la pista 24, después de "I Wanna Be Sedated" y antes de "Questioningly", haciendo un total de 30 canciones.
Al igual que el anterior All The Stuff (And More!) Volume 1, el álbum incluye una serie de bonus tracks de diferentes orígenes: "Slug" y "Yea Yea" son demos; "I Want You Around" es un demo de la canción que fue banda sonora de la película Rock 'n' Roll High School; y "I Don't Want to Live This Life (Anymore)" se emitió por primera vez como el lado-b del sencillo británico de "Crummy Stuff" en 1986.

## Lista de canciones
Todas las canciones escritas por Ramones, excepto donde se indica.
1. "Cretin Hop"
2. "Rockaway Beach" (Dee Dee Ramone)
3. "Here Today, Gone Tomorrow" (Joey Ramone)
4. "Locket Love"
5. "I Don't Care" (Joey Ramone)
6. "Sheena Is a Punk Rocker" (Joey Ramone)
7. "We're a Happy Family"
8. "Teenage Lobotomy"
9. "Do You Wanna Dance?" (Bobby Freeman)
10. "I Wanna Be Well"
11. "I Can't Give You Anything"
12. "Ramona"
13. "Surfin' Bird" (Carl White/Alfred Frazier/John Harris/Turner Wilson)
14. "Why Is It Always This Way?"
15. "Slug"
16. "I Want You Around (versión original)"
17. "I Just Want to Have Something to Do" (Joey Ramone)
18. "I Wanted Everything" (Dee Dee Ramone)
19. "Don't Come Close"
20. "I Don't Want You"
21. "Needles and Pins" (Sonny Bono/Jack Nitzsche)
22. "I'm Against It"
23. "I Wanna Be Sedated" (Joey Ramone)
24. "Go Mental"
25. "Questioningly" (Dee Dee Ramone)
26. "She's the One"
27. "Bad Brain"
28. "It's a Long Way Back" (Dee Dee Ramone)
29. "I Don't Want To Live This Life (Anymore)"
30. "Yea, Yea"